# Gwaebeop-dong
Gwaebeop-dong (koreanska: 괘법동) är en stadsdel i staden Busan i den sydöstra delen av Sydkorea, 300 km sydost om huvudstaden Seoul. Den ligger i stadsdistriktet Sasang-gu.
I den östra delen av stadsdelen finns det privata universitetet Silla University. 